# Haleneger
Haleneger er et gammelt nedsættende udtryk benyttet om sorte mennesker. Udtrykket oprinder fra den fejlagtige opfattelse, at sorte mennesker er i besiddelse af et længere haleben end hvide mennesker, fordi de efter tidligere tiders fejlagtige opfattelse er tættere beslægtede med dyr og dermed mindre civiliserede.